# Escola de Educação Básica e Profissional
A Escola de Educação Básica e Profissional da Universidade Federal de Minas Gerais (EBAP) é uma instituição criada com a aprovação da resolução nº 05 de 3 de maio de 2007, em substituição do antigo Centro Pedagógico (nome este que passou para a antiga Escola Fundamental da UFMG). A EBAP gerencia três instituições da universidade: Centro Pedagógico (CP), Colégio Técnico (COLTEC), e Teatro Universitário (TU). No dia 16 de junho de 2010 tomaram posse como diretora e vice-diretor da EBAP, respectivamente, os professores Carmen Maria De Caro Martins e Fernando Joaquim Javier Linares. Em seu discurso, durante a cerimônia de posse, a diretora da EBAP informou que seu maior desafio seria transformar as três instituições (CP, COLTEC, e TU) em uma única unidade. Em 3 de junho de 2014 a professora Tânia Margarida Lima Costa tomou posse como diretora da EBAP em solenidade presidida pelo Reitor Jaime Arturo Ramirez. Na mesma cerimônia tomou posse, como vice-diretor da EBAP, o professor Márcio Fantini Miranda. A diretora Tânia Costa é graduada em Matemática com doutorado em Educação Matemática pela PUC/SP. Em 24 de maio de 2016 Tânia Costa recebeu o Diploma de Honra ao Mérito da Câmara Municipal de Belo Horizonte.